# Lepanto (L)
El destructor Lepanto (L) era un destructor de la Armada española, perteneciente a la clase Churruca, que participó en la guerra civil española en el bando republicano.

## Historial

### Guerra civil española
Muy activo durante la contienda, el Lepanto acudió al mar Cantábrico a apoyar la difícil situación del norte con el resto de la flota. Tomó parte en la batalla naval de Cherchell. 
El 12 de julio de 1937, junto a los destructores Churruca, Almirante Miranda, Almirante Valdés, Gravina y Sánchez Baircáztegui, mantuvieron un duelo artillero con el crucero Baleares mientras los destructores escoltaban al petrolero Campillo, en el que ambos bandos se retiraron tras una hora de cañoneo, el Baleares, al descubrir que sus cañones se sobrecalentaban tras 50 disparos.
Junto al Sánchez Barcáiztegui y al Almirante Antequera torpedeó al Baleares en la batalla del cabo de Palos, siendo posiblemente el que lanzó el torpedo que lo hundió, volándole el pañol de municiones de proa y el puente.
El 5 de marzo de 1939 tras la sublevación en la ciudad, partió de Cartagena junto con el grueso de la escuadra republicana con rumbo a Bizerta (Túnez), a donde llegó el 11 de marzo.
Al día siguiente se solicitó el asilo político por parte de los tripulantes, y quedaron internados los buques bajo la custodia de unos pocos tripulantes españoles por buque. El resto de la dotación fue conducida a un campo de concentración en la localidad de Meheri Zabbens.
El 31 de marzo de 1939 llegó a Bizerta, a bordo de los transportes Mallorca y Marqués de Comillas, el personal que debería hacerse cargo de los buques internados.

### Posguerra
El 2 de abril, tan sólo 24 horas después de darse oficialmente por concluida la contienda civil, los buques que lucharon por la República se hicieron a la mar con rumbo al puerto de Cádiz, donde llegaron a últimas horas del día 5.
El destructor Lepanto se convirtió en protagonista involuntario de la historia del Arma Submarina española el 27 de junio de 1946. Al emerger justo a su amura de babor, y a escasos metros de él por lo que le fue imposible reaccionar, el C-4. El Lepanto le impactó con su roda en la zona comprendida entre el cañón y la torreta, siendo su velocidad en ese momento de 14 nudos. Teniendo en cuenta que el submarino le mostró el través, más que una brecha lo debió casi partir en dos.

### Buques de la clase
- ARA Cervantes
- ARA Juan de Garay
- Sánchez Barcáiztegui
- José Luis Díez
- Almirante Ferrándiz
- Churruca
- Alcalá Galiano
- Almirante Valdés
- Almirante Antequera
- Almirante Miranda
- Císcar
- Escaño
- Gravina
- Jorge Juan
- Ulloa

### Buques similares
- Clase Scott

### Listas relacionadas
- Anexo:Destructores de España